# Parafia Trójcy Przenajświętszej w Zabłociu
Parafia Trójcy Przenajświętszej w Zabłociu – rzymskokatolicka parafia w diecezji grodzieńskiej z siedzibą w Zabłociu, jedna z 13 parafii dekanatu Raduń.

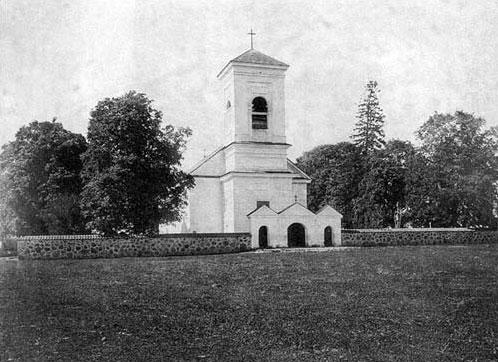
Kościół w Zabłociu, 1900

## Historia

### Przed ZSRR
Kościół w Zabłociu powstał w 1601 r. za sprawą fundatora – ówczesnego właściciela Zabłocia – Wojciecha Narbuta. Pierwszą świątynię zbudowano z drewna w centrum wsi. Syn fundatora Mikołaj Narbut uposażył świątynię w 1623 r. z obowiązkiem utrzymywania nauczyciela dla nauczania dzieci w szkole przy kościele. Ostatni kościół drewniany zbudował Mikołaj Piotrów Narbut z własnej fundacji od 16 września 1750 r..
Parafianie zdecydowali się na budowę kamiennego kościoła w 1803 r. ze środków ofiarowanych przez miejscowego ziemianina, marszałka litewskiego hrabiego Ludwika Tyszkiewicza i jego małżonki Konstancji z Poniatowskich rozpoczęła się budowa świątyni w stylu klasycznym. Kościół budowano przez 10 lat, a w 1812 r. jego pod historycznym tytułem poświęcił kanonik inflancki ks. Maciej Minejko.
Teren kościelny w 1861 r. kosztem i dzięki staraniom ks. Szymonta został obniesiony niewysokim ogrodzeniem kamiennym, które w 1884 r. zamienione zostało na nowe z trójprzęsłową ceglaną i otynkowaną bramą wejściową w stylu neoklasycznym. W parafii wtedy działał także szpital.
Do ХІХ w. parafia zabłocka wchodziła do dekanatu lidzkiego, później do raduńskiego. W tamtych czasach do parafii należały kaplice w Woroniczach i w samym Zabłociu. Za czasów II Rzeczypospolitej parafia zabłocka weszła do nowo utworzonego dekanatu Wasiliszki. Ilość wiernych stanowiła wtedy ponad 6500 osób.

### W czasie i po ZSRR
Kościół Najświętszej Trójcy działał przez cały czas, ale przy władzy sowieckiej nie miał stałego proboszcza. W latach 1970. świątynia otrzymała status zabytku architektury, ale żadna z kaplic się nie zachowała, a plebanię przebudowano na szpital. W końcu lat 90. zrujnowany budynek zwrócono parafianom, ale został on rozebrany w 2003 r., gdyż nie nadawał się już do odnowienia. 
Razem z utworzeniem diecezji grodzieńskiej parafia zabłocka znowu przeszła do dekanatu raduńskiego.

## Proboszczowie
- ks. Henryk Jabłoński (2001– )[2][3]